# El Colegio
El Colegio – miasto w Kolumbii, w departamencie Cundinamarca.